# Draconarius mupingensis
Draconarius mupingensis är en spindelart som beskrevs av Xu och Li 2006. Draconarius mupingensis ingår i släktet Draconarius och familjen mörkerspindlar. Inga underarter finns listade i Catalogue of Life.